# جوزف هاکوهن
جوزف هاکوهن (انگلیسی: Joseph ha-Kohen؛ ۲۰ دسامبر ۱۴۹۶ – تاریخ ورودی نامعتبر است) تاریخ‌نگار، پزشک، و ربی در سده ۱۶ام میلادی بود.
خانواده وی اصالتاً اهل کوئنکا در پادشاهی کاستیل بودند. پس از اخراج یهودیان از اسپانیا، خانواده او به اوینیون آمدند و زمانی که او ۵ سالش بود خانواده‌اش به جنوآ نقل مکان کردند و تا سال ۱۵۱۶ در آنجا ماندند. پس از آن آنها به نووی لیگوره رفتند و پس از مدت کوتاهی باری دیگر در سال ۱۵۳۸ به جنوآ بازگشتند و او در آنجا برای دوازده سال به یادگیری فیزیک پرداخت. در ۳ ژوئن ۱۵۵۰ او و دیگر یهودیان به خاطر رقابت میان فیزیک‌دانان غیریهودی از جنوا رانده شدند و او تا سال ۱۵۶۷ در وولتاجیو اقامت گزید. در سال ۱۵۷۱ او دوباره به جنوا برگشت و همان‌جا در سال ۱۵۷۷ یا ۱۵۷۸ درگذشت.